# The Grateful Dead (album)
The Grateful Dead je debutové a eponymní studiové album americké psychedelicky rockové skupiny The Grateful Dead, vydané v březnu roku 1967.

## Seznam skladeb
| Strana 1 | Strana 1                                | Strana 1       | Strana 1 |
| Pořadí   | Název                                   | Autor          | Délka    |
| -------- | --------------------------------------- | -------------- | -------- |
| 1.       | The Golden Road (To Unlimited Devotion) | Grateful Dead  | 2:13     |
| 2.       | Beat It on Down the Line                | Fuller         | 2:33     |
| 3.       | Good Morning Little School Girl         | Williamson     | 5:45     |
| 4.       | Cold Rain and Snow                      | Grateful Dead  | 2:31     |
| 5.       | Sitting on Top of the World             | Jacobs, Carter | 2:07     |
| 6.       | Cream Puff War                          | Garcia         | 2:28     |

| Strana 2 | Strana 2                         | Strana 2     | Strana 2 |
| Pořadí   | Název                            | Autor        | Délka    |
| -------- | -------------------------------- | ------------ | -------- |
| 7.       | (Walk Me Out in the) Morning Dew | Dobson, Rose | 5:08     |
| 8.       | New, New Minglewood Blues        | Lewis        | 2:37     |
| 9.       | Viola Lee Blues                  | Lewis        | 10:13    |

## Sestava
- Jerry Garcia – sólová kytara, zpěv
- Bob Weir – rytmická kytara, zpěv
- Ron McKernan – klávesy, harmonika, zpěv
- Phil Lesh – basová kytara, zpěv
- Bill Kreutzmann – bicí